# Estádio Ahmed Zabana
O Estádio Ahmed Zabana (em árabe: ملعب أحمد زبانة) é um estádio multiuso localizado na cidade de Orão, na Argélia. Inaugurado em 5 de maio de 1957, é oficialmente a casa onde o Moloudia Club d'Oran manda seus jogos oficiais por competições nacionais e continentais. Sua capacidade máxima é de 40 000 espectadores.